# Comté de Charles Mix
Le comté de Charles Mix est un comté situé dans l'État du Dakota du Sud, aux États-Unis. En 2010, sa population est de 9 129 habitants. Son siège est Lake Andes.

## Histoire
Créé en 1862, le comté doit son nom à Charles E. Mix, commissaire aux affaires indiennes, ou à Charles H. Mix, vétéran de la guerre de Sécession.

## Villes du comté
- Cities : 
  - Geddes
  - Lake Andes
  - Platte
  - Wagner

- Towns :
  - Dante
  - Pickstown
  - Ravinia

- Census-designated places :
  - Marty

## Démographie
| Groupe                           | Pierre | Dakota du Sud | États-Unis |
| -------------------------------- | ------ | ------------- | ---------- |
| Blancs                           | 65,0   | 85,9          | 72,4       |
| Amérindiens                      | 31,7   | 8,8           | 0,9        |
| Métis                            | 2,8    | 2,1           | 2,9        |
| Autres                           | 0,3    | 1,0           | 6,2        |
| Asiatiques                       | 0,2    | 0,9           | 4,8        |
| Afro-Américains                  | 0,1    | 1,2           | 12,6       |
| Total                            | 100    | 100           | 100        |
|                                  |        |               |            |
| Hispaniques et Latino-Américains | 1,7    | 2,7           | 16,7       |

| 1870 | 1880 | 1890  | 1900  | 1910   | 1920   |
| ---- | ---- | ----- | ----- | ------ | ------ |
| 152  | 407  | 4 178 | 8 498 | 14 899 | 16 256 |

| 1930   | 1940   | 1950   | 1960   | 1970  | 1980  |
| ------ | ------ | ------ | ------ | ----- | ----- |
| 16 703 | 13 449 | 15 558 | 11 785 | 9 994 | 9 680 |

| 1990  | 2000  | 2010  | - | - | - |
| ----- | ----- | ----- | - | - | - |
| 9 131 | 9 350 | 9 129 | - | - | - |

Selon l'American Community Survey, en 2010, 89,15 % de la population âgée de plus de 5 ans déclare parler l'anglais à la maison, 4,67 % dakota, 4,53 % l'allemand, 0,76 % le tchèque, 0,59 % l'espagnol et 1,40 % une autre langue.